# شناگر گردن‌سرخ

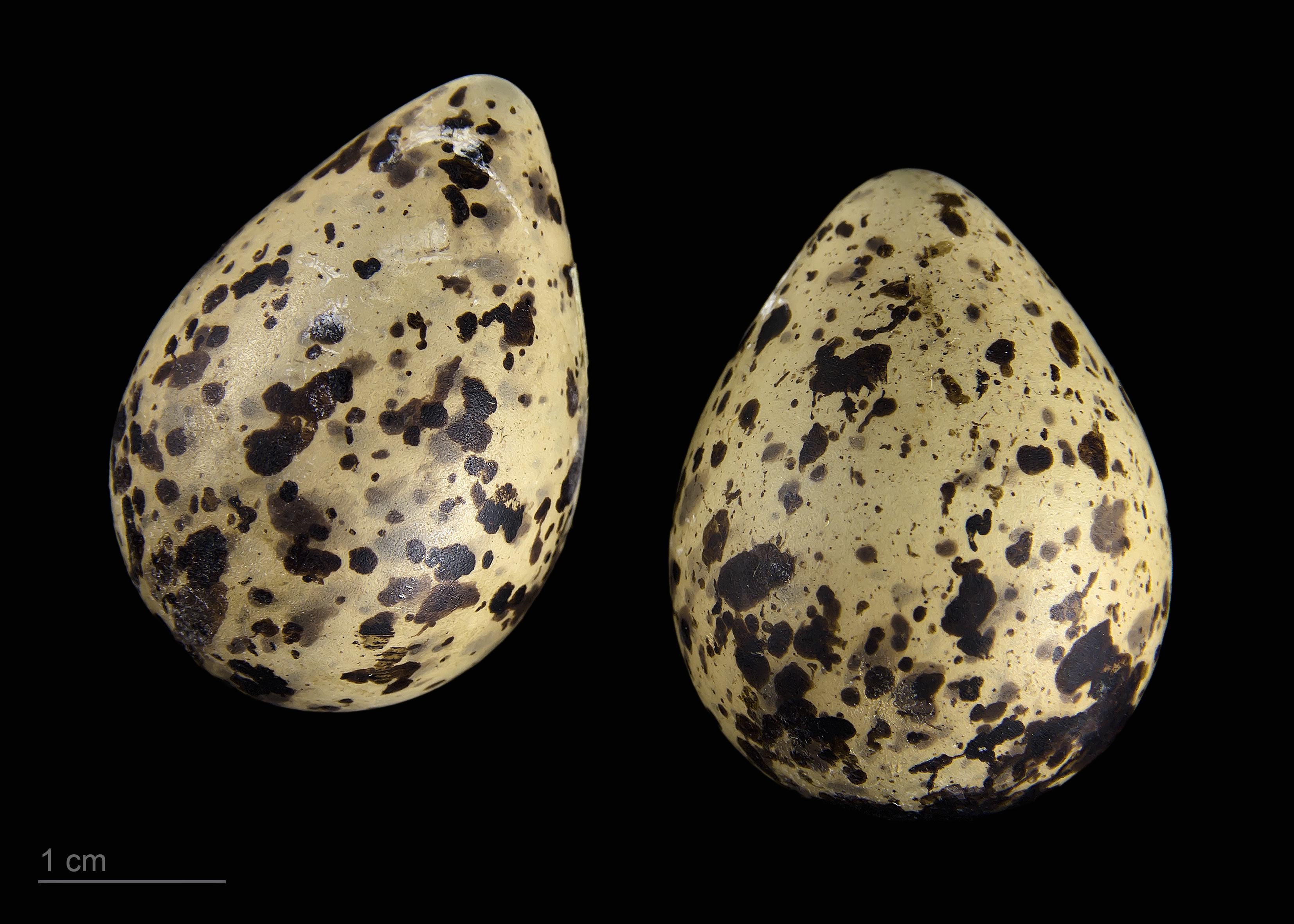
Phalaropus lobatus

شناگر گردن‌سرخ یا فالاروپ گردن‌سرخ (نام علمی: Phalaropus lobatus) نام یک گونه از سرده شناگر است.